# Tetsuya Shibata
Tetsuya Shibata (柴田徹也 Shibata Tetsuya) (Osaka, 24 de octubre de 1973) es un compositor de música de videojuegos japonés, y director de sonido. Es el creador de más de veinte partituras musicales producidas por Capcom en lanzamientos en videojuegos, incluyendo las series de Monster Hunter y Devil May Cry, además de los de Darkstalkers, Power Stone y Resident Evil Outbreak. Sus trabajos posteriores con la compañía, consisten en la organización de la orquesta de grabaciones de los grandes lanzamientos de Resident Evil 5 y Monster Hunter Tri. En 2009, Shibata dejó Capcom y comenzó su propio estudio de sonido Unique Note Co., con colaboración de Yoshino Aoki

## Primeros años
Tetsuya Shibata nació el 24 de octubre de 1973 en Osaka, Japón. Se licenció en Ley en 1995 por la Universidad de Kansai (Osaka). Mientras crecía, su madre era cantante y profesora de música. Shibata empezó a tocar música clásica en el piano a una edad muy temprana. Aprendió a tocar la guitarra, el bajo y la batería en la secundaria y en la preparatoria. Shibata terminó una licenciatura en Derecho en la Universidad de Kansai en 1996. Durante la universidad, estudio en gran medida música clásica, rock, jazz y otros géneros fuera de su especialidad. Con el tiempo comento a interesarse en el sintetizador para componer su propia música.

## Vida profesional
Con un alto interés en iniciar una carrera en el campo musical, Shibata comento a solicitar empleo de compositor después de la universidad. Algunos amigos de sus familiares le introdujeron en la industria del videojuegos. Shibata se unió a la Sección de Gestión Racional de Capcom en 1997, donde asumió diversas funciones como gerente, director, productor y compositor de más de veinte juegos diferentes en un periodo de doce años. Sus primeros trabajos fueron varios de juegos de peleas como las series de Darkstalkers y Power Store. Entre otros títulos, Shibata junto con Mitsuhiro Takano y con la frecuente colaboración Masato Koda, creó la música para el que sería el primer juego de éxito de Capcom, Monster Hunter.

Notablemente, Shibata compuso la música del segundo, tercero y cuarto de las partes de la serie de juegos de gran prestigio, Devil May Cry. En versiones posteriores se optó por sustituir la música electrónica con canciones vocales en distintas batallas de los juegos y los temas de cierre haciendo la música más reconocible para cada juego. Una de sus piezas, “Our of Darkness” de Devil May Cry 4, fue nominada para un premio por el Game Audio Network Guild (G. A. N. G). Ël proclamó que su proyecto favorito hasta ahora había sido Devil May Cry 3: Dante´s Awakening, en la que hizo toda la producción de sonido. También encontró personalmente que este proyecto es el más difícil de su carrera. Shibata's role in the soundtrack production of 2006's Dead Rising involved bringing in licensed music alongside Capcom's in-house compositions.
El papel de Shibata en la producción de la banda sonora de 2006 de Dead Rising involucrada con la que en música con licencia junto con composiciones de compañía Capcom. A finales de 2008 y a principio de 2009, Shibata trabajo como director de sonido de alto nivel e dos versiones principales. En Resident Evil 5, organizó grabaciones con Hollywood Studio Symphony, e hizo lo mismo con Monster Hunter Tri con FILMharmonic Orchestra en Praga. Además, produjo el Monster Hunter Orchestra Concert, un concierto celebrado por el quinto aniversario de la franquicia de Monster Hunter. Algunas de sus composiciones del original Monster Hunter fueron interpretadas. Este sería su último papel en Capcom, ya que afirma que dejó la compañía porque quería crear música para una amplia gama de empresas y géneros, incluyendo los que están fuera de los videojuegos. Dividido entre sus responsabilidades como gerente y su deseo de componer música con más libertad, se resistía a abandonar el desarrollo de juegos porque tenía muchos proyectos en curso en el momento. Su superior le informó que Capcom no discutiría con su decisión.
En mayo de 2009, fundó y se convirtió en el presidente de su propia compañía de música llamada Unique Note Co., Ltd. La compañía aspira a crear música para varios tipos de medios de comunicación como televisión, anuncios publicitarios, películas y tráiler de películas, así como videojuegos. The company aspires to create music for several types of media like television, commercials, films, and film trailers, as well as video games. Shibata toca la guitarra, el bajo y el teclado en sus propias composiciones. A principio, cuando la empresa se creó, Shibata fue acompañado por otro excompositor de Capcom, Yoshino Aoki, quien ahora es vicepresidente de la empresa así como compositor, arreglista y letrista. Shibata trabajo previamente con Aoki en varios proyectos de Capcom. Se había ganado el respeto por su talento musical en los últimos años, sobre todo por su puntuación de Breath of Fire IV que experimentó mientras estaba preparando junto el Breath of Fire Original Soundtrack Special Box en 2006. Hasta ahora Unique Note ha trabajado en las partituras musicales de Fullmetal Alchemist: Senka wo Takuseshi Mono y Half-Minute Hero para PlayStation Portable, así como dos musicales.

## Estilos musicales e influencias
Shibata enumera las influencias musicales de diferentes géneros antes de unirse a Capcom. Cuando era un niño, fue expuesto al estilo clásico de Frédéric Chopin y Franz Schubert. En la secundaria escuchaba bandas Britpop Kajagoogoo y Boy George. En la preparatoria comenzó a interesarse en bandas de rock como Aerosmith, Guns N´ Roses y Led Zeppelin. En la universidad, comenzó a escuchar estilos de jazz como Oscar Peterson, Makoto Ozone y Chick Corea. Su más reciente interés es en el pianista francés Baptiste Trotignon.

## Composiciones
- Uppers (2016)
- Earth Seeker (2011) – con Yoshino Aoki
- Otomedius Excellent (2011) –con algunos otros[11]
- Half-Minute Hero (2009) – con Yoshino Aoki
- Fullmetal Alchemist: Senka wo Takuseshi Mono (2009) – con Yoshino Aoki
- Devil May Cry 4 (2008) – con Shusaku Uchiyama, Kota Suzuki, Akihiko Narita, Rei Kondoh, Chamy Ishikawa y Shinichiro Satoh
- Street Fighter Alpha 3 Max (2006) – con Takayuki Iwai
- Devil May Cry 3 (2005) – con Kento Hasegawa
- Resident Evil Outbreak File #2 (2005) – con Mitsuhiko Takano, Kento Hasegawa y Etsuko Yoneda
- Monster Hunter (2004) – con Masato Koda y Mitsuhiko Takano
- Resident Evil Outbreak (2004) – con Mitsuhiko Takano, Kento Hasegawa y Etsuko Yoneda
- Devil May Cry 2 (2003) – con Masato Koda y Satoshi Ise
- Auto Modellista (2002) – con Isao Abe
- Heavy Metal: Geomatrix (2001)
- Power Stone 2 (2000)
- Vampire Chronicle for Matching Service (2000) – con Yuko Takehara
- Marvel vs. Capcom 2: New Age of Heroes (2000) – with Mitsuhiko Takano
- Power Stone (1999)
- Plasma Sword: Nightmare of Bilstein (1998) – con Takayuki Iwai
- Street Fighter Alpha 3 (1998) – con Takayuki Iwai, Yuki Iwai, Isao Abe y Hideki Okugawa
- Vampire Savior 2: The Lord of Vampire (1997) – con Takayuki Iwai
- Darkstalkers 3 (1997) – con Masato Koda y Takayuki Iwai

### Productor
- Monster Hunter Tri (2009)
- Resident Evil 5 (2009)
- Monster Hunter Freedom Unite (2008)
- Monster Hunter Freedom 2 (2007)
- Dead Rising (2006)

### Other works
- Suisei (2009) - con Yoshino Aoki
- Rakuen (2009) – con Yoshino Aoki
- Monster Hunter Orchestra Concert ~Hunting Music Festival~ (2009)
- Breath of Fire Original Soundtrack Special Box (2006)